# Häckoxbär
Häckoxbär (Cotoneaster lucidus) är en växt i oxbärssläktet som beskrevs av Diederich von Schlechtendal. Arten är naturligt förekommande i delar av Asien.